# 中央図書館 (メキシコ国立自治大学)
中央図書館（ちゅうおうとしょかん、スペイン語: Biblioteca Central、略称BC）は、メキシコ国立自治大学の総合図書館であり、メインキャンパスである大学都市に位置する。メキシコ国立自治大学図書館情報システム(SIBIUNAM)を構成する133の図書館のうちで最も大きい。メキシコで最大の書籍を所蔵する図書館のひとつである。建物の外側にはメキシコの芸術家フアン・オゴルマンによる壁画が描かれている。2007年に世界遺産に指定された「メキシコ国立自治大学の大学都市の中央キャンパス」の一部をなし、メキシコシティでもっともよく撮影される場所のひとつになっている。

## 歴史
図書館は当時の機能主義の潮流に従い、建築家で画家のフアン・オゴルマンが中心となって1948年から設計をはじめた。ペドレガル・デ・サン・アンヘル地区の16000平方メートルの敷地に1950年に着工、1956年に開館した。当初はメキシコ国立図書館および新聞図書館も含まれる予定だった。初代の館長はトビアス・チャベス・ラビスタだった。
25年後に最初の改築が行われた（1981-1983年）。1986年には開館時間や業務の自動化に関する変更が行われた。2000年には2度めの改築が行われた。

## 蔵書
開館当時、中央図書館には約8万部を所蔵していた。2017年現在144万5109部を所蔵し、内訳は58万9418部が書籍、32万3452部が定期刊行物と新聞、2687部がパンフレット、8616部がマルチメディアCD、52万936部が学位論文（うち29万9057部は電子的に全文閲覧可能）である。

## 建築

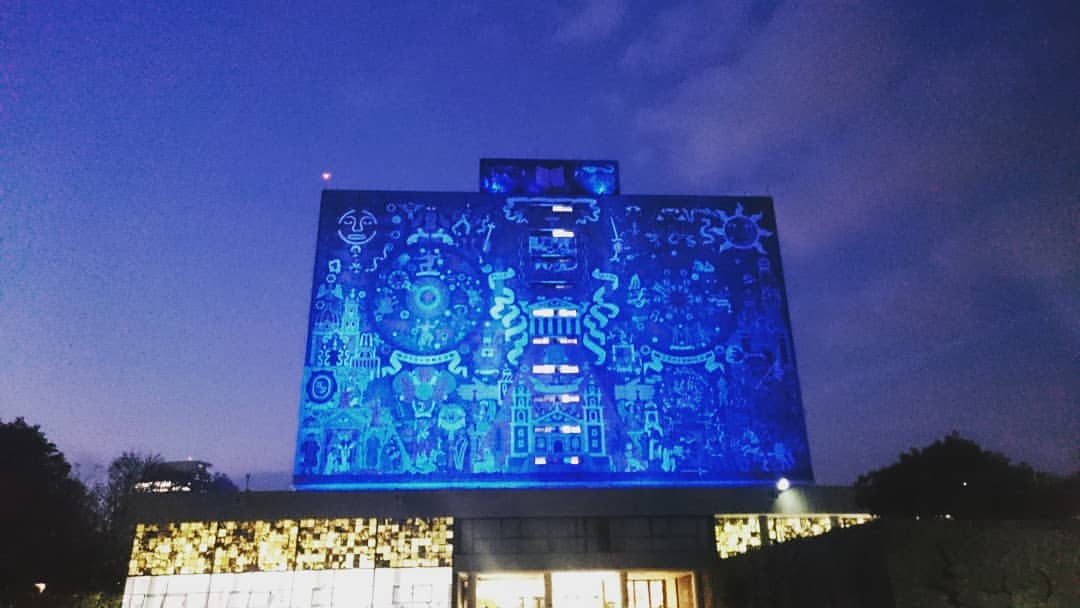
正面から見た夜間の図書館

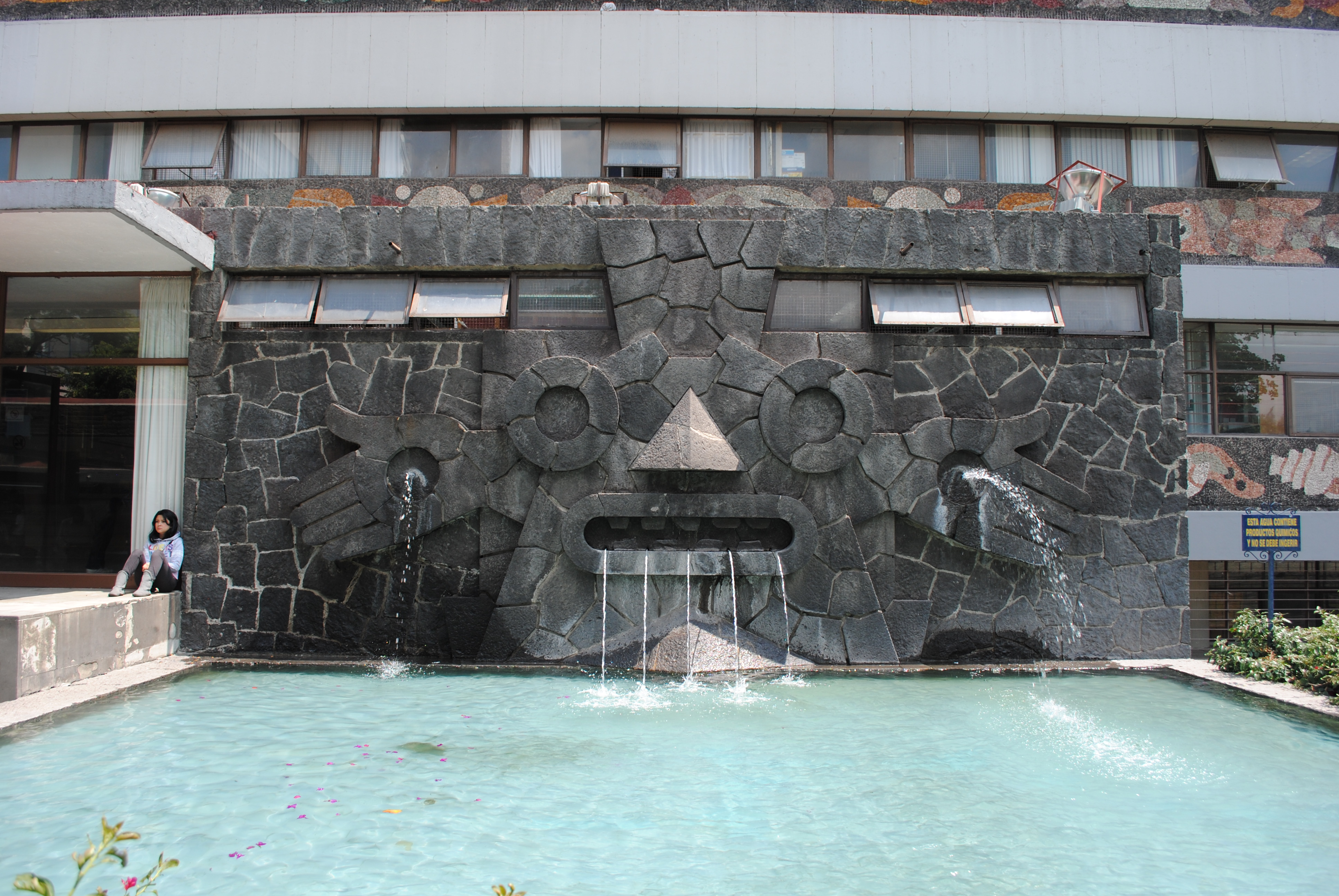
トラロックの噴水

図書館の建物は10階建てで、建物全体が古代の雨と豊穣の神であるトラロックの図像に影響を受けている。外側の石壁がトラロック神を図像的に表現しているほか、建物正面（南側）の2つの円がトラロックの目を表し、その下の中央部分に鼻があり、入口が口になっている。
フアン・オゴルマンによって設計された建物の四方の壁画には『文化の歴史的表現』(Representación histórica de la cultura)という題がついている。この壁画は色のついた石で飾られ、世界最大のモザイクになっている。青い石がなかったために色つきガラスをかわりに使用した。
上部の飾りには建物本体の壁画と同様の図像が四面に描かれている。北側はトラロックの顔、東側と西側にはメシカの戦士、南側は本を持つ巨大な手とその両側にメシカの戦士の頭部が描かれている。
北の入口のところにある火成岩でできた噴水はトラロックの顔を表しており、その両側面には広げた手が描かれている。庭を区切る塀には先コロンブス期のモチーフを描いたレリーフがある（南はケツァルコアトル、西はエエカトル、東は仮面と2匹の蛇）。

### ギャラリー

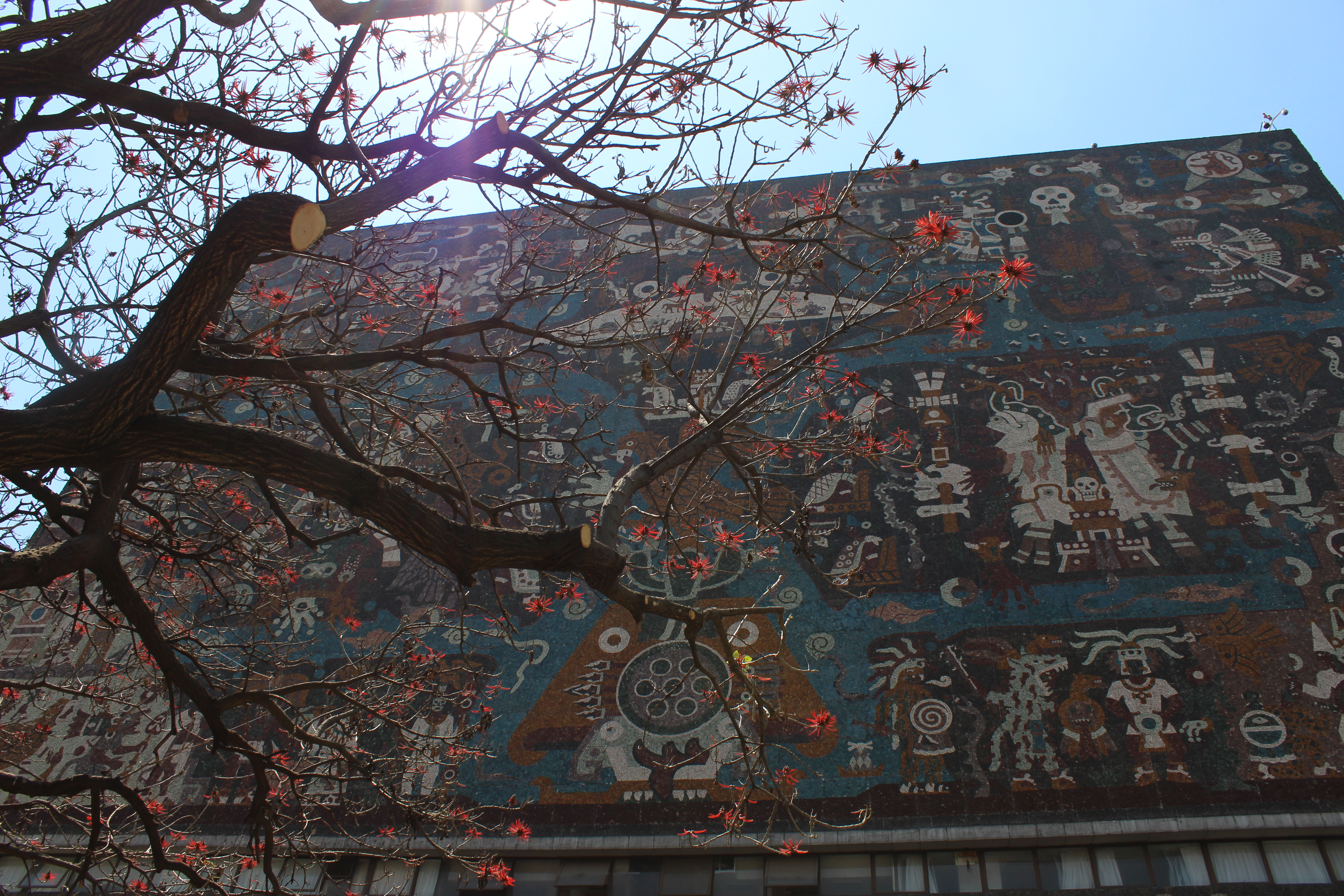
北側の壁画、先コロンブス期の神々とメシカ文化を描く。
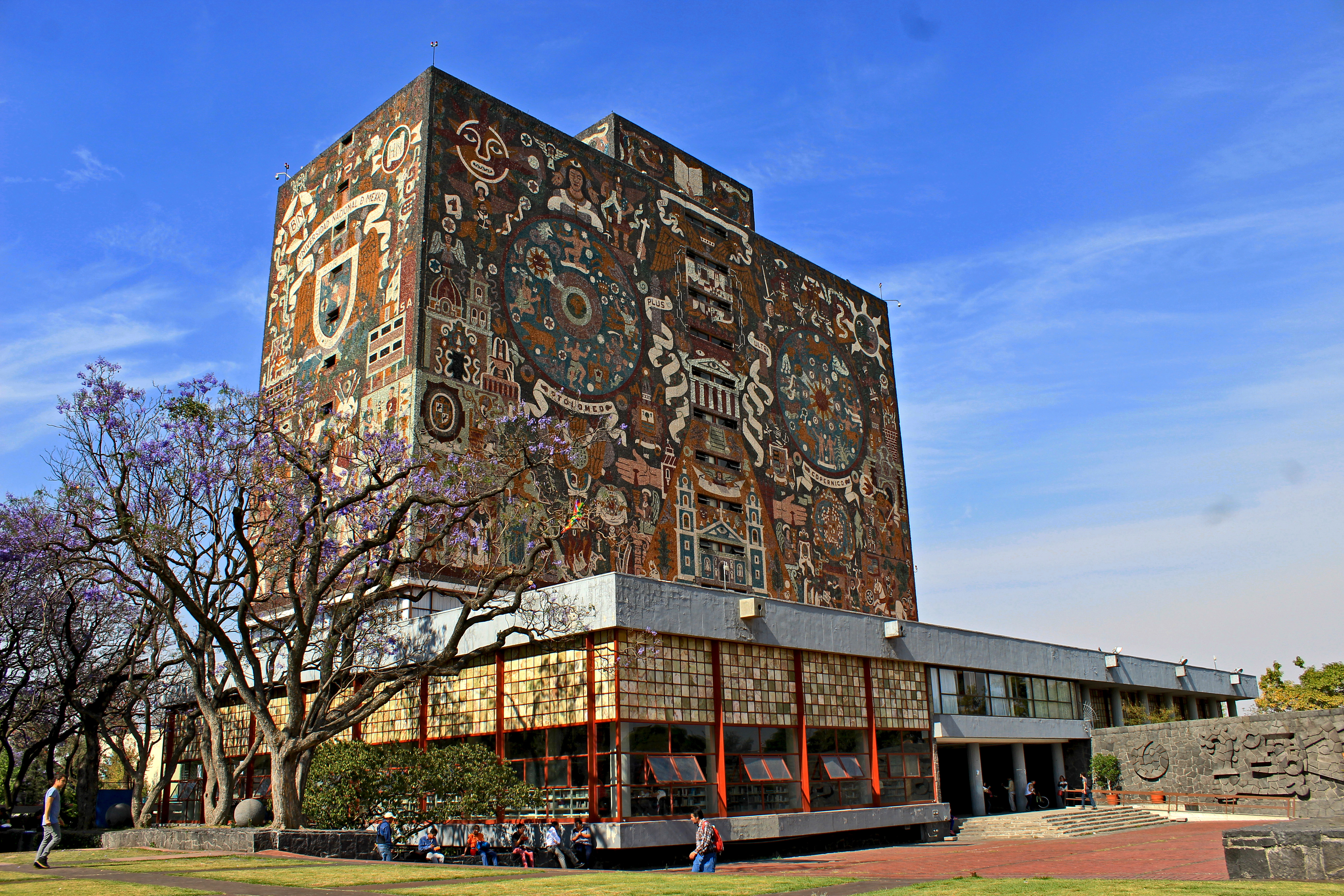
南側の壁画、植民地時代を描く。左の円は天動説、右の円は地動説を表す。
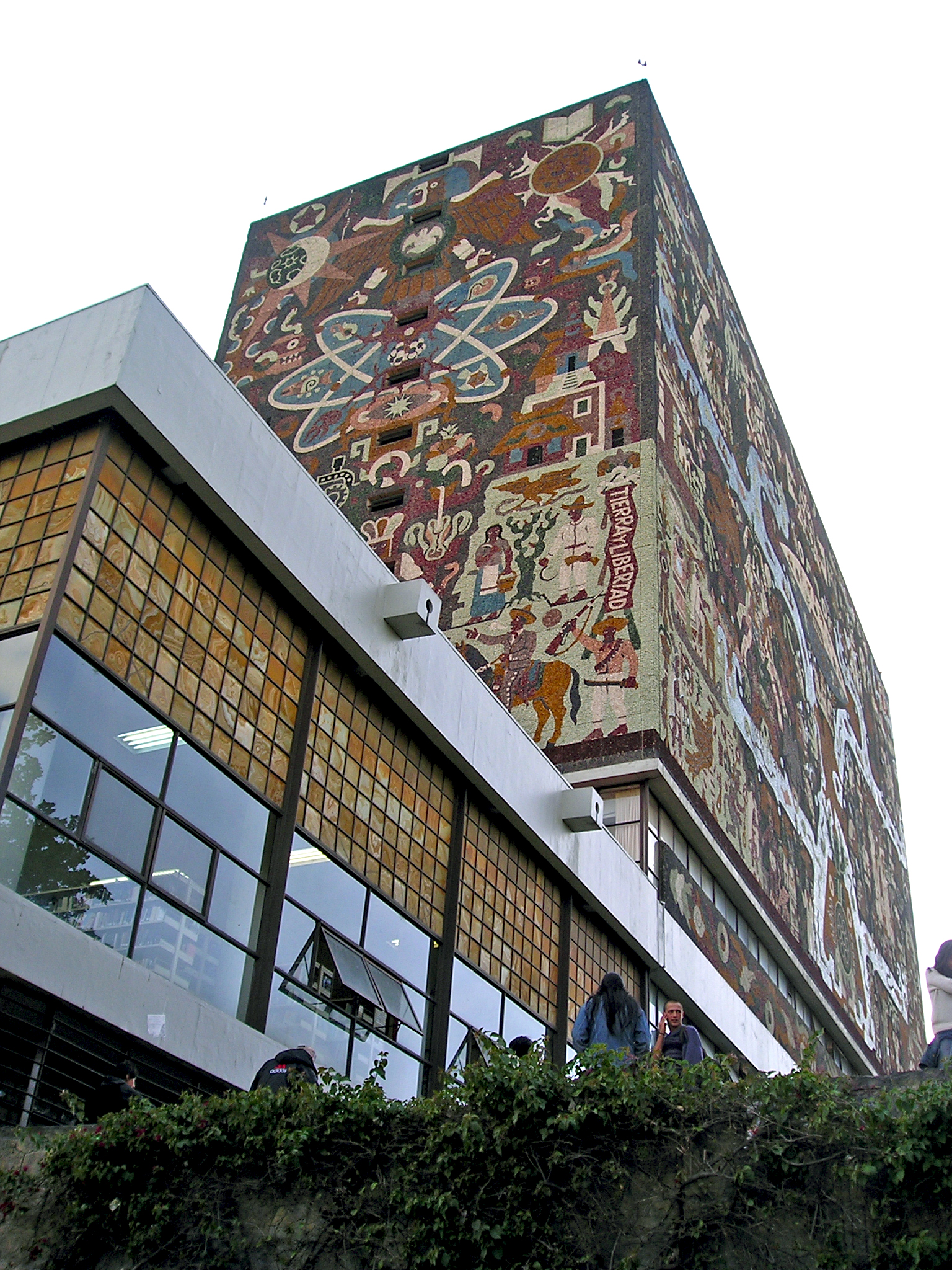
東側の壁画、独立後の歴史を描く。
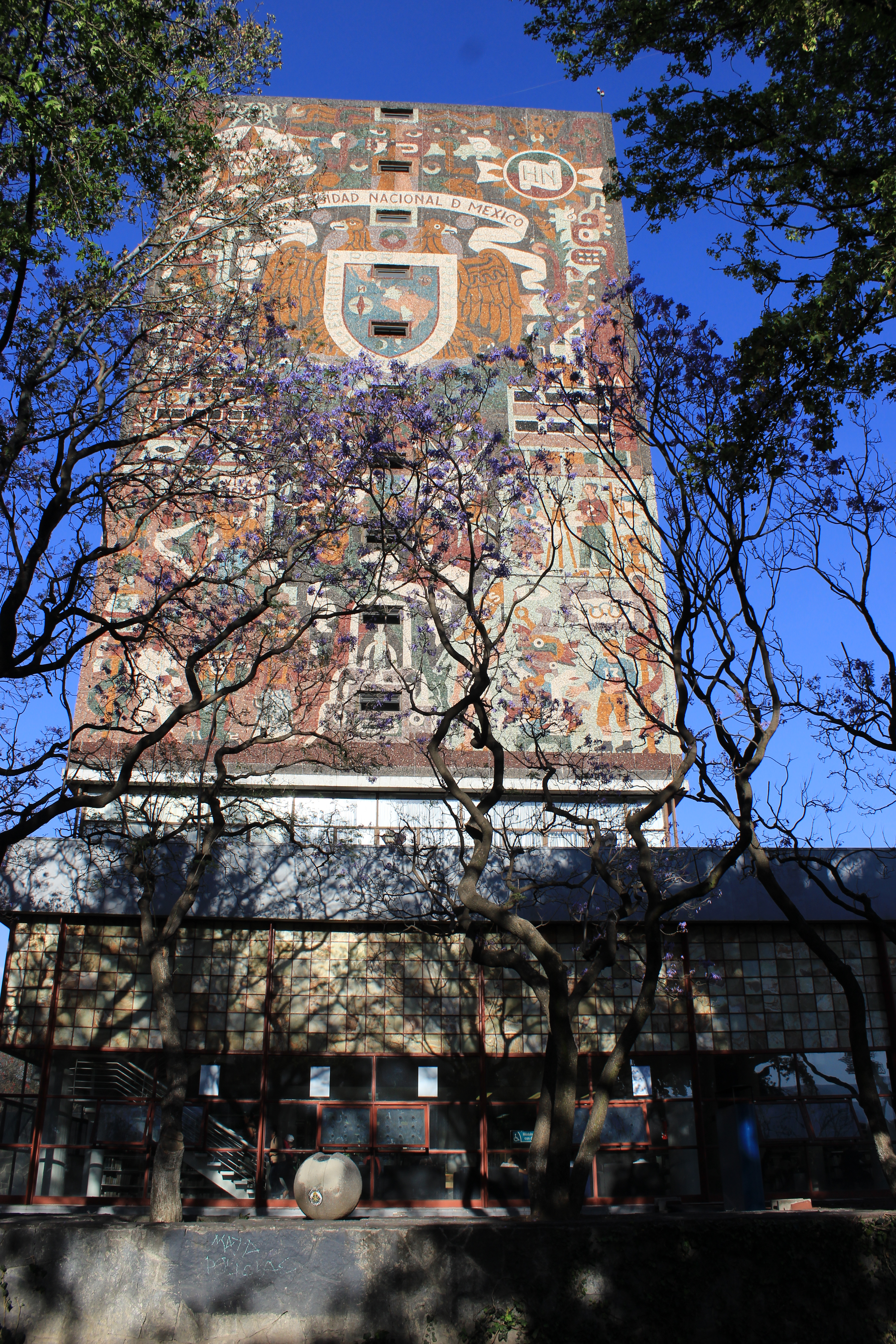
西側の壁画、校章と大学の活動を描く。